# Парри, Ферруччо
Ферру́ччо Па́рри (итал. Ferruccio Parri, 19 января 1890, Пинероло, Италия — 8 декабря 1981, Рим) — председатель Совета министров Италии и министр внутренних дел с 21 июня по 8 декабря 1945 года.

## Биография
Родился в Пьемонте 19 января 1890 года.
В 1914—1918 годах служил в армии. После установления фашизма активно выступал против режима Муссолини, входил в антифашистскую организацию Карло Росселли «Справедливость и свобода». В 1943—1945 годах возглавлял партизанское движение против муссолиниевской республики Сало в Северной Италии, был также председателем Комитета национального освобождения.
После окончания войны и отставки Иваноэ Бономи с поста премьер-министра Парри сформировал правительство с участием своей Партии действия, а также христианских демократов, коммунистов, социалистов и Либеральной партии. После того как последняя вышла из правительственной коалиции, он был вынужден уйти в отставку.
Явился одним из создателей Республиканской партии, затем — Народного союза. В 1958 году Парри предложил создать парламентскую комиссию для борьбы с сицилийской мафией, но это предложение было отклонено парламентом, а в 1961 году — Сенатом. Впрочем, в 1962 году комиссия всё же была сформирована, и Парри стал её членом.
В 1963 году президент Италии Джузеппе Сарагат назначил его пожизненным сенатором. В Сенате Парри присоединился к Независимой левой группе и был её председателем на протяжении многих лет.
Умер 8 декабря 1981 года. Похоронен в Генуе на кладбище Стальено.

## Награды и звания
Итальянские государственные награды:
- Три серебряных медали «За воинскую доблесть»
- Медаль «В память итало-австрийской войны 1915-1918 годов»
- Медаль «В память объединения Италии»
- Медаль Победы

Награда США:
- Бронзовая звезда